# Leptocera pseudohostica
Leptocera pseudohostica är en tvåvingeart som först beskrevs av Oswald Duda 1924.  Leptocera pseudohostica ingår i släktet Leptocera och familjen hoppflugor. Inga underarter finns listade i Catalogue of Life.